# Pottiaceae
Die Pottiaceae sind die namensgebende Familie der Moos-Ordnung Pottiales.

## Merkmale
Die Moose dieser Familie sind typische akrokarpe Moose, die dichte Kissen in den unterschiedlichsten Größen bilden. Die Blätter haben verschiedene Formen, jedoch ist eine kräftige Blattrippe stets vorhanden. Bei vielen Arten tritt diese als Stachelspitze oder als Glashaar aus dem Blatt aus. Bei fast allen Arten sind die Blattzellen im oberen Teil des Blattes stark papillös und rundlich, während die Zellen im unteren Teil des Blattes meist glatt, wasserhell und rechteckig sind.
Der Kapselstiel ist meist verlängert und glatt. Die Kapsel ist meist eilänglich bis zylindrisch. Seltener ist die Kapsel eingesenkt, und kleistokarp. Die Kapsel besitzt 16 Peristomzähne, das Peristom kann auch fehlen. Die Zähne sitzen einer niedrigen oder auch hohen Basilarmembran auf und sind von unterschiedlicher Form.

## Vorkommen
Viele Pottiaceae ziehen sehr lichtreiche Standorte vor. Es gibt unter ihnen Arten, die starke Trockenheit und starkes Sonnenlicht vertragen. Viele Potticeae wachsen auf sehr kalkhaltigen oder auch auf sehr salzhaltigen Standorten.

## Systematik
Die Familie wird in 5 Unterfamilien und 83 Gattungen mit rund 1425 Arten eingeteilt:

| - Unterfamilie Timmielloideae - Timmiella - Unterfamilie Trichostomoideae - Bryoceuthospora - Calymperastrum - Calyptopogon - Chionoloma - Eucladium - Leptobarbula - Neophoenix - Pachyneuropsis - Pleurochaete - Pottiopsis - Pseudosymblepharis - Quaesticula - Streptocalypta - Tetracoscinodon - Tetrapterum - Tortella - Trachycarpidium - Trichostomum - Oxystegus - Tuerckheimia - Uleobryum - Weissia - Weissiodicranum - Unterfamilie Barbuloideae - Anoectangium - Barbula - Bellibarbula - Bryoerythrophyllum - Cinclidotus - Dialytrichia - Didymodon - Erythrophyllopsis - Ganguleea - Gertrudiella - Gymnostomum - Gymnostomiella - Gyroweisia - Hymenostyliella - Hymenostylium - Hyophila - Hyophiladelphus - Koponobryum - Leptodontiella - Leptodontium - Luisierella - Mironia - Molendoa - Plaubelia - Pseudocrossidium - Reimersia - Rhexophyllum - Sarconeurum - Splachnobryum - Streptotrichum - Teniolophora - Trachyodontium - Triquetrella - Weisiopsis - Unterfamilie Pottioideae - Acaulon - Aloina - Aloinella - Chenia - Crossidium - Crumia - Dolotortula - Globulinella - Hennediella - Hilpertia - Ludorugbya - Microbryum - Microcrossidium - Phascopsis - Pottia - Pterygoneurum - Sagenotortula - Saitobryum - Stegonia - Stonea - Streptopogon - Syntrichia - Tortula (Drehzahnmoose) - Willia - Unterfamilie Merceyoideae - Scopelophila |